# Феликс Каприлес (стадион)
«Фе́ликс Капри́лес» (исп. Estadio Sudamericano Félix Capriles) — футбольный стадион, расположенный в городе Кочабамба. На нём выступают все профессиональные команды города, в том числе наиболее известный клуб города — «Хорхе Вильстерманн». Стадион вмещает 32 тысячи зрителей.
На «Феликсе Каприлесе» состоялся финальный матч чемпионата Южной Америки 1963 года, в котором сборная Боливии завоевала свой единственный континентальный титул.

## История
Инициатором строительства стадиона в Кочабамбе стал Феликс Каприлес Сайн — спортивный функционер, политик, сенатор Конгресса Парагвая. Возведение арены, получившей имя Каприлеса, продолжалось с 1938 по 1940 год. Однако последние трибуны были достроены под руководством архитектора Хосе Вильявисенсио к 1944 году.
После основания Кубка Либертадорес «Феликс Каприлес» стал одним из основных стадионов Боливии, на которых проходили матчи этого главного континентального клубного турнира (вместе с «Эрнандо Силесом» из Ла-Паса и «Рамоном Тауичи Агилерой» из Санта-Круса-де-ла-Сьерры).
31 марта 1963 года на «Феликсе Каприлесе» состоялась игра сборной Боливии и Бразилии, в которой решалась судьба золотых медалей Судамерикано-1963. В случае поражения от Бразилии и победы Парагвая в параллельном матче от Аргентины, Парагвай мог бы стать чемпионом континента. Однако Боливия одержала тяжёлую победу над Бразилией со счётом 5:4 и уже независимо от других результатов (Аргентина и Парагвай сыграли вничью) набрала 11 очков и впервые в истории стала чемпионом Южной Америки. После этого к названию стадиона было добавлено слово «Судамерикано», в память о завоевании континентального титула.
По случаю проведения в стране Боливарианских игр 1993, в 1991—1992 годах стадион был существенно модернизирован. Следующий этап реконструкции состоялся в преддверии Кубка Америки 1997. На «Феликсе Каприлесе» прошли все шесть матчей группы A континентального турнира, с участием сборных Эквадора, Аргентины, Парагвая и Чили. Также на стадионе в Кочабамбе состоялась игра 1/4 финала Мексика — Эквадор (1:1, пен. 4:3).
На «Феликсе Каприлесе» выступают все профессиональные команды города Кочабамбы — «Хорхе Вильстерманн» и «Аурора». С целью обеспечения безопасности на клубных соревнованиях вместимость арены ограничивается 25 тысячами зрителей.

## Важнейшие матчи
Ниже представлены важнейшие матчи, которые проходили на стадионе «Рамон Тауичи Агилера»:
- Матчи чемпионата Южной Америки 1963 года (включая «золотой матч» для Боливии)
- Боливарианские игры 1993
- Матчи Кубка Америки 1997 года
- Южноамериканские игры 2018